# Wagner-Jauregg-Medaille
Die Wagner-Jauregg-Medaille ist eine Auszeichnung für herausragende wissenschaftliche Leistungen auf dem Gebiet der Neuropsychopharmakologie und Biologischen Psychiatrie. Sie wird von der Österreichischen Gesellschaft für Neuropsychopharmakologie und Biologische Psychiatrie (ÖGPB, gegründet 1998) verliehen.
Die Medaille wird seit dem Jahr 2007 in Erinnerung an den Wiener Nobelpreisträger Julius Wagner-Jauregg (1857–1940) und aus Anlass des zehnjährigen Bestehens der ÖGPB verliehen. Die Preisträger werden vom Vorstand der ÖGPB unter dem Vorsitz des Präsidenten ausgewählt.

## Preisträger
- 2007 Jules Angst
- 2008 Hans-Jürgen Möller
- 2010 Siegfried Kasper
- 2012 Hans-Ulrich Wittchen
- 2014 Florian Holsboer
- 2015 Hans Lassmann
- 2016 Hans-Peter Kapfhammer
- 2017 Hans Rittmannsberger
- 2018 Edith Holsboer-Trachsler
- 2020 Carlos A. Zarate, Jr.
- 2021 Erich Seifritz
- 2022 Peter Falkai
- 2023 Borwin Bandelow
- 2024 Tibor Harkany